# Wierzbak (dopływ Bogdanki)

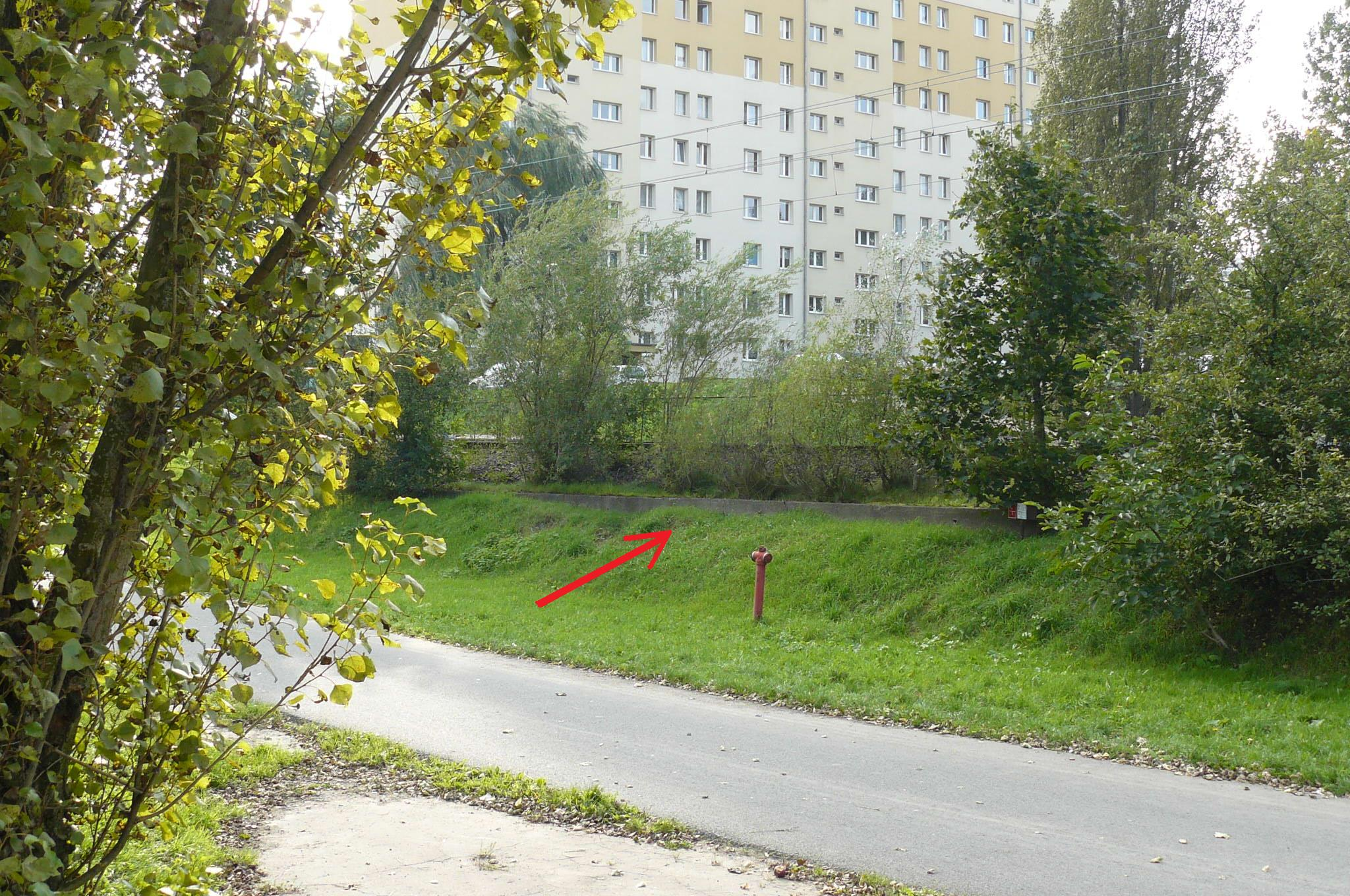
Bonin – dolina Wierzbaka przecięta linią tramwajową na Piątkowską – zaznaczono dawny betonowy most

Wierzbak (dawniej: Rudnik) – ciek wodny na terenie Poznania, lewy dopływ Bogdanki.

## Nazwa
Pierwotna nazwa cieku to Rudnik, wywodząca się od pokładów torfu, miałkiego błota, podłoża bagnistego, w staropolszczyźnie rudy. W 1257 i 1296 zapisano nazwę jako Rudnik, a w 1440 jako Rudnyk. Nazwa Wierzbak (lub Wierzbiak) pojawia się dopiero w XIX wieku, a przeniesiona została od nazwy młyna znanego od XV wieku - Wierzbięty Młyn (1408), Wierzbny Młyn (1445), Wierzbnik (1515) i Wierzbak (1563). Nazwa młyna z kolei pochodziła od jego pierwszego właściciela - Jakuba Wierzbięty (ewentualnie Wirzbnego).

## Przebieg
Obszar źródliskowy znajduje się na Podolanach, w rejonie ulic Rzepeckiej i Raczyńskiego oraz na Piątkowie (drugi ciek), w pobliżu Osiedla Hulewiczów. Przepływa przez tereny zurbanizowane, industrialne oraz ogrody działkowe. Mija Podolany, rozdziela Bonin od Winiar (niegdyś na tym odcinku towarzyszyła mu ul. św. Stanisława) i uchodzi do Bogdanki na Sołaczu, poniżej Stawów Sołackich, przy Alei Wielkopolskiej.
Nad Wierzbakiem zlokalizowane są mosty na kilku ważnych ulicach, m.in. Janiny Omańkowskiej, Strzeszyńskiej, Druskiennickiej, Lutyckiej i Dojazd. Na długich odcinkach ciek jest skanalizowany (m.in. na Winiarach i Sołaczu). Przy ul. Winiarskiej dolinę Wierzbaka przecina linia tramwajowa na Piątkowską – zbudowano tutaj dość okazały nasyp z dużym przepustem betonowym. Na Podolanach spiętrzono na cieku niewielki zbiornik retencyjny – Folwark Podolany, który odmulono w 2009. Przy ul. Janiny Omańkowskiej, od Wierzbaka rozpoczyna się zabytkowa aleja kasztanowców. W pobliżu urządzono też nad ciekiem krótką promenadę spacerową z placem zabaw do ul. Marcina Rożka. W 2013 otwarto nad ciekiem dwa parki: Edukacji Ekologicznej Strzeszyn (ul. Homera) i Leszka Bergera (ul. Druskiennicka/Strzeszyńska).
W XVIII wieku przebieg Wierzbaka w dolnym biegu był inny – przepływał on u stóp dawnej wsi Winiary, która znajdowała się w rejonie obecnej Cytadeli i uchodził samodzielnie do Warty na terenie Grochowych Łąk, gdzie istniał na cieku niewielki staw. Po wybudowaniu w XIX wieku Twierdzy w Poznaniu strumień nabrał znaczenia militarnego. Płynął z północy i przecinał granice miasta w części północno-zachodniej, koryto strumienia biegło w obszernej dolinie wzdłuż południowo-zachodniego stoku wzgórza Winiarskiego. Wody Wierzbaka zasilały system fos wodnych południowo-zachodniej flanki fortu Winiary (luneta Ceglana) oraz części rdzenia (nadszaniec Magazynowy, narożnik i bastion VI) – w tym celu zostały spiętrzone przy pomocy jazu u podnóża fortu Winiary, Dalej Wierzbak płynął prosto na wschód przez podmokłe z jego powodu Grochowe Łąki i uchodził do Warty w miejscu obecnej przepompowni ścieków przy Garbarach. W ostatnich latach XIX wieku Wierzbak skanalizowano.
Na krótkim odcinku, równolegle do skanalizowanego Wierzbaka, przebiega ulica Źródlana. Nazwa ta pochodzi prawdopodobnie od zlokalizowanego tam dawniej źródełka, którego wody uchodziły do pobliskiego Wierzbaka.

## Nazewnictwo
Od cieku nazwę przyjęły:
- ulica Nad Wierzbakiem (do 1918 Weidentalstrasse[4]) na Sołaczu[1],
- Dom Kultury Wierzbak,
- grupa poetycka Wierzbak.